# Hibernarium
Als Hibernarium oder Hibernaculum (Schreibweise auch Hibernakulum) wird in der Zoologie ein Winterlager bezeichnet. Von Menschenhand angelegte Möglichkeiten auch für die Überwinterung sind z. B. Insektenhotels oder Eidechsenburgen.

## Insekten

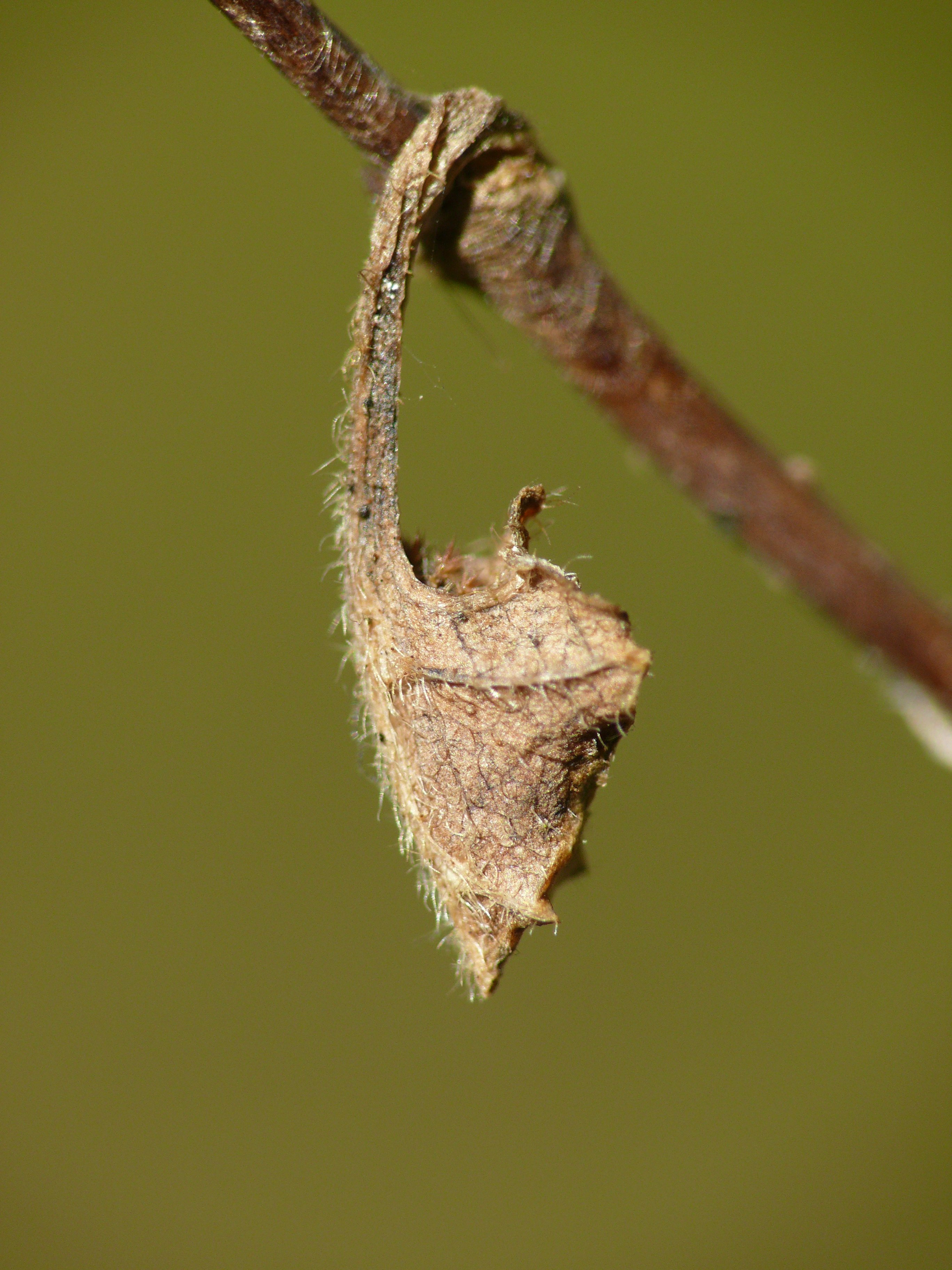
Hibernarium des Kleinen Eisvogels (Limenitis camilla). In der Taschenöffnung sind Dornen der Raupe zu erkennen

Der Begriff Hibernarium wird überwiegend in der Insektenkunde (Entomologie) verwendet. Dabei handelt es sich um von den Raupen angefertigte Gespinste, die meistens mit gerollten Blättern oder anderen Pflanzenteilen zu einer Art Blatttüte versponnen werden. Insbesondere sind hier einige Tagfalter, wie Eisvogel- (Limenitidinae) sowie Dickkopffalter (Hesperiidae) zu nennen, beispielsweise:
- Großer Eisvogel (Limenitis populi)
- Kleiner Eisvogel (Limenitis camilla)[1]
- Blauschwarzer Eisvogel (Limenitis reducta)
- Limenitis archippus
- Schwarzer Trauerfalter  (Neptis rivularis)
- Kronwicken-Dickkopffalter (Erynnis tages),
- Roter Würfel-Dickkopffalter (Spialia sertorius)
- Malven-Dickkopffalter (Carcharodus alceae)
- Loreley-Dickkopffalter (Carcharodus lavatherae)
- Alpen-Sonnenröschen-Würfel-Dickkopffalter (Pyrgus warrenensis)

Von den Raupen einzelner zu den Eulenfaltern (Noctuidae) zählender Nachtfalter werden solche Überwinterungsquartiere meist am Boden angelegt. Stellvertretend ist hier die Heidelbeer-Stricheule (Hyppa rectilinea)  zu nennen.
Auch bei den Raupen der Yuccamotten (Prodoxidae) sind Hibernarien zu finden. Königinnen der Hornissen (Vespa) überwintern ebenfalls in ähnlichen Winterschutzgehäusen.

## Säugetiere und Schlangen
Säugetiere (Mammalia) wie z. B. Braunbären (Ursus arctos), Murmeltiere (Marmota) oder Fledermäuse (Microchiptera) sowie Schlangen (Serpentes) wählen beispielsweise Erd-, Stein- oder Baumhöhlen als Schutzräume im Winter. Ihre Winterquartiere werden im deutschen Sprachgebrauch nicht als Hibernarium, teilweise aber als Hibernaculum bezeichnet.